# Las aventuras de Jeremiah Johnson
Las aventuras de Jeremiah Johnson (título original en inglés Jeremiah Johnson) es una película estadounidense de 1972 del género western dirigida por Sydney Pollack y protagonizada por Robert Redford, basada en parte en la vida del "hombre de montaña" (mountain man) John "Liver-Eating" Johnson (c.1824-1900; su apodo significa "come-hígados").
El guion, de John Milius y Edward Anhalt, está basado en los libros de Raymond Thorp y Robert Bunker Crow Killer: The Saga of Liver-Eating Johnson (El matador de indios crow: la historia de Johnson el Comehígados) y en el de Vardis Fisher Mountain Man (Hombre de montaña). La cinta está ambientada en el estado de Colorado pero fue rodada en Utah.

## Argumento
Durante la guerra de Intervención estadounidense en México (1846-1848), el soldado Jeremiah Johnson (Robert Redford) se dirige a las Montañas Rocosas con el propósito de abandonar la vida en las ciudades y cazar animales como osos y castores para más tarde vender sus pieles a buen precio. Emprende así la vida solitaria de los montañeses, en la que tiene que aprender a valerse por sí mismo y a subsistir con lo que encuentre en la naturaleza. Al principio pasa dificultades, pero consigue la ayuda de un viejo trampero, «Garra de Oso» Chris Lapp (Will Geer), para sobrevivir a su primer invierno.
Posteriormente forma un hogar con una mujer amerindia de la tribu de los cabezas lisas, a la que su padre llama, en francés, «La Cygne» («Swan», «Cisne» en inglés, interpretada por Delle Bolton) y con un niño al que adopta y da el nombre de Caleb (Josh Albee). Caleb, del que la película no revela el verdadero nombre en ningún momento, había sobrevivido a la masacre de su familia por parte de una incursión india. Después de que Caleb y Swan fuesen asesinados a manos de unos indios crow, Johnson inicia una busca insaciable de venganza.

## Reparto
- Robert Redford: Jeremiah Johnson
- Will Geer: «Garra de Oso» Chris Lapp
- Stefan Gierasch: Del Gue
- Delle Bolton: «Swan» / «La Cygne» (Cisne)
- Josh Albee: Caleb
- Joaquín Martínez: «Camisa roja pintada»
- Allyn Ann McLerie: «La mujer loca»
- Paul Benedict: Reverendo Lindquist
- Jack Colvin: Teniente Mulvey
- Matt Clark: Qualen

## Críticas
- Allmovie:

En el contexto del inicio de los años 70 en la cultura estadounidense, el filme pro medio ambiente y antisistema, inspirado en la obra de Henry David Thoreau, cautivó al público.

- Variety:

La película tiene una fuerza y belleza propias y la única pega que podría ponérsele estaría en su interpretación, no del todo clara, del espíritu humanista y la libertad por los que luchan la mayoría de sus personajes.

- The New York Times:

La cualidad de leyenda impregna Las aventuras de Jeremiah Johnson de Sydney Pollack, en el que la estrella es Robert Redford en un papel que tiene que ser muy real para su propia forma de pensar y sus sentimientos. Es un papel muy atractivo y Redford lo interpreta con una reserva y franqueza que también parecen tanto parte del hombre como de la interpretación.